# Canard de Rouen anglais
Pour les articles homonymes, voir Canard de Rouen français et Rouen.
Pour un article plus général, voir Canard domestique.
Le Canard de Rouen anglais, anciennement appelé Canard de Rouen foncé, est une race de canard issue d'une sélection anglaise à partir du Canard de Rouen français, originaire des alentours de Rouen en Haut-Normandie. Son standard a été reconnu en 1865.
Cette race est bien représentée à l'étranger, bien plus que le Canard de Rouen français.

## Description
Le canard de Rouen anglais diffère du Canard de Rouen français par son coloris plus sombre (variété sauvage, le Canard de Rouen français est de variété truitée), une forme plus rectangulaire mais aussi une quille très développée (repli de peau s'étendant de la poitrine à l'arrière-train; absente chez le Canard de Rouen français). Il se déplace plus difficilement et plus lentement. La cane pond des œufs de 80g minimum à coquille verdâtre avec des nuances diverses (blanchâtres, bleuâtres). Le canard peut atteindre une masse de plus de 5 kg et la cane peut dépasser les 4,5 kg.

### Standard
- Aspect général :

Gros canard fermier, de forme rectangulaire et au port horizontal, avec quille bien développée mais ne touchant pas le sol.
Caractéristiques du canard et de la cane :
- Corps : long, large et profond, forme rectangulaire, port horizontal.
- Couleur des yeux : iris brun foncé.
- Tête : allongée et ronde avec un front peu accentué. Joues peu apparentes.
- Bec : long et large. Vert olive avec onglet foncé chez le mâle. Orange avec des légères taches brunâtres et onglet foncé pour la cane.
- Cou : long et légèrement arqué.
- Dos : long et légèrement voûté.
- Poitrine : large, proéminente, pleine et profonde.
- Abdomen : profond, un pli de peau s'étendant de la poitrine à l'arrière-train forme une quille, ne touchant pas le sol.
- Ailes : longues, serrées au corps. Couvrant le plus possible le dos sans se croiser.
- Queue : portée à l'horizontale et fermée. Le canard possède des crosses.
- Cuisses : fortes et cachées dans le plumage.
- Tarses : rouge orangé chez le canard, rouge pâle chez la cane. Très forts, longueur moyenne.
- Plumage : bien développé.

Défauts graves de caractéristiques :
- manque de volume.
- port trop relevé.
- absence de quille.

Variétés de plumage :
Deux variétés sont admises par le standard : sauvage et bleu sauvage.
Masses idéales : 5 kg pour le canard, 4,5 kg pour la cane
Masse minimale des œufs à couver : 80 g, coquille verdâtre avec nuances plus ou moins foncées.
Diamètre des bagues : 18 mm pour les deux sexes.

## Sources
- Les Standards officiels : Volailles grandes races - Volailles naines - Oies - Canards - Dindons - Pintades, Fédération française des Volailles, 2015, 912 pages.